# کروچه دی کاستیلیونه
کروچه دی کاستیلیونه (به ایتالیایی: Croce di Castiglione) یک منطقهٔ مسکونی در ایتالیا است که در چیتا دی کاستلو واقع شده‌است. کروچه دی کاستیلیونه ۱۸۹ نفر جمعیت دارد و ۳۶۲ متر بالاتر از سطح دریا واقع شده‌است.